# Isola di Foradada
Isola di Foradada is een klein onbewoond eiland in de Middellandse Zee op een paar honderd meter uit de westkust van Sardinië, bij Capo Caccia.